# 슈퍼 화요일

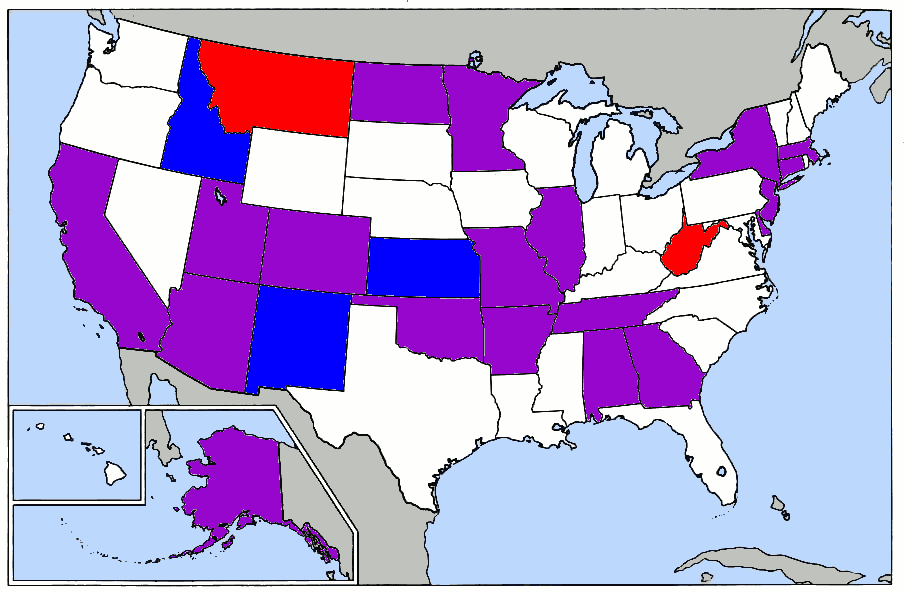
2008년 2월 5일 슈퍼 화요일 예비 선거 실시 지역. 빨강은 공화당(2개 주)만의 선거, 파랑은 민주당(3개 주)만의 선거, 보라는 두 당 모두(19개 주)의 선거가 실시되는 곳이다.

슈퍼 화요일(영어: Super Tuesday 슈퍼 튜즈데이[*])은 미국의 대통령 선거에서 가장 큰 규모의 예비 선거가 한꺼번에 열리는 날이다. 24개 주와 미국령 사모아에서 당대회(코커스) 혹은 예비선거가 열리며 또한 1주 기간 동안 열리는 민주당의 해외 거주자를 위한 글로벌 예비선거도 이 날짜에 같이 열린다.

## 선거인단

### 민주당
민주당 당규에 따르면 모든 선거인단은 비례적 대표이다. 최소 15%를 차지하여야만 최소 대표인을 가질 수 있다. 총 1688명의 선거인단이 슈퍼 화요일에 결정된다. 2008년의 경우 경선의 승리를 위해서는 최소 2025석이 필요하다. 민주당의 경우, 전당대회에 보낼 7명의 대의원을 선출하는 ‘전지구적 당원경선’(이른바 ‘글로벌 프라이머리’, Democrats Abroad Global Primary)을 2월 12일까지 일주일간 전 세계 33개국에서 실시하였다.

### 공화당
공화당은 비례대표를 채택하고 있지 않으나 각 주에서 선택 과정 속에서 결정하도록 하고 있다. 총 1069명의 선거인단이 슈퍼화요일에 결정된다. 2008년의 경우 승리를 위해서는 최소 1191석이 필요하다.

## 2008년
2007년 2월 8개 주에서 2008년 2월 5일에 예비선거 혹은 당대회를 열것을 결정하였다. 앨라배마주, 아칸소주, 델라웨어주, 미주리주, 뉴멕시코주 민주당, 노스다코타주, 오클라호마주, 유타주와 웨스트버지니아주 공화당이다.
2008년 2월 5일이다 슈퍼 화요일이 다가옴에 따라 후보들은 광고 등 선거전에 열을 올렸다. 특히 선거인단이 많은 캘리포니아, 뉴욕 그리고 뉴저지에서의 승부가 결정적 역할을 하게 된다.

### 결과
색과 선거인단확보 기준은 CNN 선거방송 기준이다.
| 주                 | 민주당 승자   | 득표율 | 선거인단 | 공화당 승자   | 득표율 | 선거인단 | 비고        |
| 앨라배마주         | 버락 오바마   | 56%    | 20       | 마이크 허커비 | 41%    |          |             |
| 알래스카주 (C)     | 버락 오바마   | 75%    | 9        | 미트 롬니     |        |          |             |
| 미국령 사모아¤ (C) | 힐러리 클린턴 | 57%    | 2        |               |        |          |             |
| 애리조나주         | 힐러리 클린턴 | 51%    | 26       | 존 매케인     | 48%    | 50       | 공화 독식제 |
| 아칸소주           | 힐러리 클린턴 | 73%    | 23       | 마이크 허커비 | 62%    |          |             |
| 캘리포니아주       | 힐러리 클린턴 | 53%    | 42       | 존 매케인     | 44%    |          |             |
| 콜로라도주 (C)     | 버락 오바마   | 67%    | 19       | 미트 롬니     | 57%    |          |             |
| 코네티컷주         | 버락 오바마   | 51%    | 26       | 존 매케인     | 52%    | 27       | 공화 독식제 |
| 델라웨어주         | 버락 오바마   | 53%    | 9        | 존 매케인     | 45%    | 18       | 공화 독식제 |
| 조지아주           | 버락 오바마   | 67%    | 35       | 마이크 허커비 | 34%    | 69       | 공화 독식제 |
| 아이다호주 (C)     | 버락 오바마   | 79%    | 15       |               |        |          |             |
| 일리노이주         | 버락 오바마   | 65%    | 83       | 존 매케인     | 47%    |          |             |
| 캔자스주† (C)      | 버락 오바마   | 74%    | 23       |               |        |          |             |
| 매사추세츠주       | 힐러리 클린턴 | 56%    | 54       | 미트 롬니     | 51%    |          |             |
| 미네소타주 (C)     | 버락 오바마   | 67%    | 48       | 미트 롬니     | 42%    |          |             |
| 미주리주           | 버락 오바마   | 49%    | 36       | 존 매케인     | 33%    | 58       | 공화 독식제 |
| 몬태나주§ (C)      |               |        |          | 미트 롬니     | 38%    | 25       |             |
| 뉴저지주           | 힐러리 클린턴 | 54%    | 51       | 존 매케인     | 55%    | 52       | 공화 독식제 |
| 뉴멕시코주 (C)     | 힐러리 클린턴 | 49%    | 13       |               |        |          |             |
| 뉴욕주             | 힐러리 클린턴 | 57%    | 127      | 존 매케인     | 51%    | 101      | 공화 독식제 |
| 노스다코타주 (C)   | 버락 오바마   | 61%    | 8        | 미트 롬니     | 36%    | 8        |             |
| 오클라호마주       | 힐러리 클린턴 | 55%    | 24       | 존 매케인     | 37%    | 32       |             |
| 테네시주           | 힐러리 클린턴 | 54%    | 34       | 마이크 허커비 | 34%    | 21       |             |
| 유타주             | 버락 오바마   | 57%    | 14       | 미트 롬니     | 88%    | 36       | 공화 독식제 |
| 웨스트버지니아주‡  |               |        |          | 마이크 허커비 | 52%    | 18       | 공화 독식제 |
| ------------------ | ------------- | ------ | -------- | ------------- | ------ | -------- | ----------- |

- (C)는 코커스(caucus)이다. 나머지는 프라이머리(primary)이다.

##### 요약
| 민주당             | 힐러리 클린턴 | 버락 오바마 |
| ------------------ | ------------- | ----------- |
| 승리한 주의 수     | 8             | 13          |
| 획득한 선거인단 수 | 855           | 861         |

| 공화당             | 존 매케인 | 미트 롬니 | 마이크 허커비 | 론 폴 |
| ------------------ | --------- | --------- | ------------- | ----- |
| 승리한 주의 수     | 9         | 7         | 5             | 0     |
| 획득한 선거인단 수 | 720       | 256       | 194           | 24    |